# Willi Uebener
Willi Uebener (ur. 1900, zm. ?) – zbrodniarz hitlerowski, członek załogi niemieckiego obozu koncentracyjnego Mauthausen-Gusen i SS-Scharführer.
Członek Waffen-SS. Od sierpnia do października 1944 pełnił służbę wartowniczą w Schwechat, podobozie Mauthausen. Następnie przeniesiono go do podobozu Florisdorf, gdzie przebywał do grudnia 1944. Wreszcie od połowy grudnia 1944 do 1 kwietnia 1945 pełnił służbę w podobozie Hinterbrühl. Uebener uczestniczył również w ewakuacji Hinterbrühl do Mauthausen w kwietniu 1945. Bił więźniów, którzy jego zdaniem zbyt wolno pracowali. Znęcał się także nad więźniami podczas marszu śmierci.
Willi Uebener został osądzony w procesie załogi Mauthausen-Gusen (USA vs. Waldemar Barner i inni) przed amerykańskim Trybunałem Wojskowym w Dachau i skazany na 3 lata pozbawienie wolności za znęcanie się nad więźniami.